# Miró (escultor)

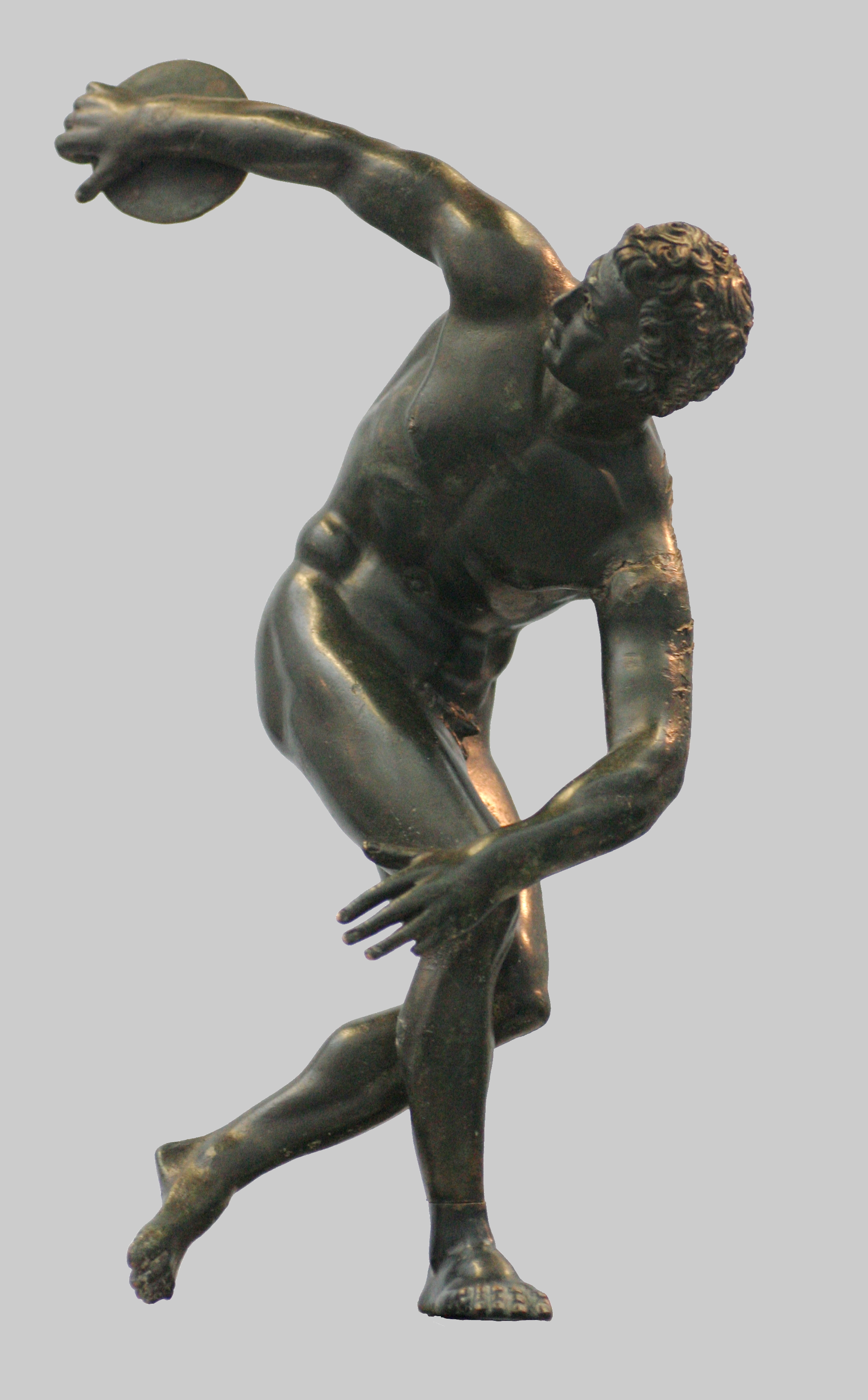
Còpia reduïda de bronze del Discòbol de Miró (segle II), conservada a la Gliptoteca de Múnic

Miró (Myron, Μύρων) fou un escultor grec un dels més importants, esmentat també com a gravador.
Va néixer a Elèuteres a Beòcia vers el 480 aC. Pausànies el fa atenenc perquè Elèuteres (Eleutherae) havia estat admesa a la ciutadania atenenca. Fou deixeble d'Agelades i contemporani de Fídies. Va morir vers el 431 aC (olimpíada 87) al començament de la guerra del Peloponès.
Tenia un gran poder expressiu per tota mena de formes. Primer per les figures humanes i després per animals que fou el primer gran artista que va representar acuradament (Plini el Vell diu Primus hic nmultiplicasse veritatem videtur, numerosior quam Polycletus). La multiplicitat de les formes va anar en detriment de la proporció i de l'expressió intel·lectual. Tot i la seva grandesa no era un escultor amb excessius detalls a les seves obres i mirava més l'efecte general.
Quintilià esmenta els seus busts com especialment admirables.
Quasi tots els seus treballs foren en bronze, de la variat dèlic (Políclet en canvi preferia el bronze d'Egina).

La seva obra més coneguda fou el Discobolus, del que els van fer nombroses còpies al seu temps moltes de les quals es conserven. Llucià descriu el Discòbol:  Μῶν τὸν δισκεύοντα, ἢν δ᾽ ἐγώ, φῂς, τὸν ἐπικεκνφότα κατὰ τὸ χῆμα τῆς ἀφέσεως, ἀπεστραμμένον εἰς τὸ δισκοφόρον, ἠρέμα ὀκλάζοντα δῷ ἑτερῷ, ἐοικότα ξυναστησομένῳ μετὰ τῆς βολῆς; οὐκ ἐκεῖνον, ? δ᾽ ὅς, ἐπεὶ καὶ Μύρωνος ἔργον εν καὶ τοῦτο ἔστιν, ὁ δισκθβόλος ?ν λέγεις..
Altres obres són:
- Un gos
- Monstres marins
- Sàtir
- Atletes
- Hèrcules
- Apol·lo
- Estàtua colossal de Zeus, Hera, i Hèracles, a Samos,
- Dionís a Helicó
- Hèrcules a Massana
- Apol·lo de bronze
- Hècate, en fusta, a Egina
- Diverses estàtues d'atletes
- Una dona vella beguda a Esmirna
- Alguns animals

Va gravar també en metall, i una patera és esmentada per Marcial.
Petroni diu que va morir en extrema pobresa. El seu fill Lici fou un reconegut artista.
A l'antologia grega hi ha almenys 36 epigrames sobre Miró que donen alguns detalls de la seva obra.